# Andrés Bello (La Cañada de Urdaneta)
Pour les articles homonymes, voir Andrés Bello (homonymie).
Andrés Bello est l'une des cinq paroisses civiles de la municipalité de La Cañada de Urdaneta dans l'État de Zulia au Venezuela. Sa capitale est Santo Domingo.